# Santiago Puzzo
Santiago Puzzo (El Jalón, Quilmes, Provincia de Buenos Aires, 30 de junio de 2006) es un futbolista. paraguayo nacido en Argentina. Juega de mediocampista central y su equipo actual es Talleres de Córdoba.

## Carrera

### Quilmes
Puzzo realizó las divisiones infantiles en Lanús. Con edad de novena división llegó a Quilmes.
A los 16 años comenzó a alternar partidos con la tercera división de Quilmes y a los 17 se consolidó en el plantel de reserva. En 2024 realizó su primera pretemporada profesional con el equipo dirigido por Darío Franco. Tendría su debut en la primera jornada, cuando ingresó a los 31 minutos del segundo tiempo por Ramiro Luna, en la victoria 2-0 sobre Temperley. Dos semanas más tarde, ingresó a los 39 del segundo tiempo y convirtió el gol de la victoria (1-2) ante Estudiantes, siendo su estreno en las redes para el juvenil. El 1 de marzo de 2024, el enganche de 17 años firmó su primer contrato profesional, firmado hasta diciembre de 2026.

## Estadísticas

### Clubes
| Quilmes Argentina | 2.ª                 | 2024                | 27 | 1 | 1 | 0 | - | - | 28 | 1 | 0.04 |
| Quilmes Argentina | Total club          | Total club          | 27 | 1 | 1 | 0 | - | - | 28 | 1 | 0.04 |
| Total en su carrera | Total en su carrera | Total en su carrera | 27 | 1 | 1 | 0 | - | - | 28 | 1 | 0.04 |
| (1) Las copas nacionales se refiere a la Copa Argentina. (2) Las copas internacionales se refiere a la Copa Libertadores y a la Copa Sudamericana. (3) Media de goles por encuentro. No incluye goles en partidos amistosos. |                     |                     |    |   |   |   |   |   |    |   |      |

### Selección
Actualizado al último partido jugado el 16 de febrero de 2025.
| Selección Nacional         | Año      | Amistosos | Amistosos | Amistosos | Sudamericano Sub-20 | Sudamericano Sub-20 | Sudamericano Sub-20 | Total | Total | Total  |
| Selección Nacional         | Año      | Part.     | Goles     | Asist.    | Part.               | Goles               | Asist.              | Part. | Goles | Asist. |
| Argentina sub-20 Argentina | 2024     | 5         | 0         | 0         | —                   | —                   | —                   | 5     | 0     | 0      |
| Argentina sub-20 Argentina | Subtotal | 5         | 0         | 0         | —                   | —                   | —                   | 5     | 0     | 0      |
| Paraguay sub-20 Paraguay   | 2025     | 2         | 0         | 0         | 7                   | 0                   | 0                   | 9     | 0     | 0      |
| Paraguay sub-20 Paraguay   | Subtotal | 2         | 0         | 0         | 7                   | 0                   | 0                   | 9     | 0     | 0      |
| Total                      | Total    | 7         | 0         | 0         | 7                   | 0                   | 0                   | 14    | 0     | 0      |
| -------------------------- | -------- | --------- | --------- | --------- | ------------------- | ------------------- | ------------------- | ----- | ----- | ------ |

Fuentes: Transfermarkt